# Thecladoris tylonotoides
Thecladoris tylonotoides är en skalbaggsart som beskrevs av Pierre Émile Gounelle 1909. Thecladoris tylonotoides ingår i släktet Thecladoris och familjen långhorningar. Inga underarter finns listade i Catalogue of Life.